# Herrarnas florett vid olympiska sommarspelen 1980
Herrarnas florett-tävling i de olympiska fäktningstävlingarna 1980 i Moskva avgjordes den 22-23 juli 1980.

## Medaljörer
| Event           | Guld                   | Silver              | Brons                    |
| Florett, herrar | Vladimir Smirnov (URS) | Pascal Jolyot (FRA) | Aleksandr Romankov (URS) |

## Resultat
| Placering | Fäktare              | Land            |
| --------- | -------------------- | --------------- |
| 1         | Volodjmjr Smjrnov    | Sovjetunionen   |
| 2         | Pascal Jolyot        | Frankrike       |
| 3         | Aleksandr Romankov   | Sovjetunionen   |
| 4         | Sabirzjan Ruzijev    | Sovjetunionen   |
| 5         | Lech Koziejowski     | Polen           |
| 6         | Petru Kuki           | Rumänien        |
| 7         | István Szelei        | Ungern          |
| 8         | Frédéric Pietruszka  | Frankrike       |
| 9T        | Hartmuth Behrens     | Östtyskland     |
| 9T        | Adam Robak           | Polen           |
| 9T        | Greg Benko           | Australien      |
| 9T        | Klaus Kotzmann       | Östtyskland     |
| 13T       | Pierre Harper        | Storbritannien  |
| 13T       | Jaroslav Jurka       | Tjeckoslovakien |
| 13T       | Bogusław Zych        | Polen           |
| 13T       | Klaus Haertter       | Östtyskland     |
| 17        | Heriberto González   | Kuba            |
| 18        | Stéphane Ganeff      | Belgien         |
| 19        | Rob Bruniges         | Storbritannien  |
| 20        | Thierry Soumagne     | Belgien         |
| 21        | Federico Cervi       | Italien         |
| 22        | Miguel Roca          | Spanien         |
| 23        | Didier Flament       | Frankrike       |
| 24        | László Demény        | Ungern          |
| 25        | Mihai Ţiu            | Rumänien        |
| 26        | András Papp          | Ungern          |
| 27        | Efigenio Favier      | Kuba            |
| 28        | Tahar Hamou          | Algeriet        |
| 29        | František Koukal     | Tjeckoslovakien |
| 30        | Jesús Esperanza      | Spanien         |
| 31        | Khaled Al-Awadhi     | Kuwait          |
| 32        | Guillermo Betancourt | Kuba            |
| 33        | Dany Haddad          | Libanon         |
| 34        | Kifah Al-Mutawa      | Kuwait          |
| 35        | Tudor Petruş         | Rumänien        |
| 36        | Hassan Hamze         | Libanon         |
| 37        | Ahmed Al-Ahmed       | Kuwait          |